# Polska Liga Futbolu Amerykańskiego 2006
Polska Liga Futbolu Amerykańskiego 2006 – 1. edycja ligowych rozgrywek futbolu amerykańskiego w Polsce (jedyna wówczas klasa rozgrywek ligowych w tej dyscyplinie sportu). Jej triumfator otrzymywał tytuł mistrza PLFA (wywalczyli go Warsaw Eagles). Do rywalizacji, toczonej systemem „wiosna-jesień”, przystąpiły 4 drużyny grające w jednej grupie. Czołowa dwójka końcowej tabeli kwalifikowała się do jednomeczowego finału (przeprowadzonego w Warszawie). Organizatorem i zarządcą zmagań był Polski Związek Futbolu Amerykańskiego.

## Zakwalifikowane drużyny
1. Fireballs Wielkopolska
2. Pomorze Seahawks
3. The Crew Wrocław
4. Warsaw Eagles

## Faza zasadnicza

### Mecze
| Data                 | Miasto      | Goście           | Gospodarze             | Wynik |
| 8 października 2006  | Łódź        | Warsaw Eagles    | Fireballs Wielkopolska | 66:6  |
| 14 października 2006 | Sopot       | Pomorze Seahawks | Fireballs Wielkopolska | 51:6  |
| 22 października 2006 | Żórawina    | Pomorze Seahawks | The Crew Wrocław       | 26:22 |
| 29 października 2006 | Wrocław     | Warsaw Eagles    | The Crew Wrocław       | 25:6  |
| 5 listopada 2006     | Luboń       | The Crew Wrocław | Fireballs Wielkopolska | 20:0  |
| 5 listopada 2006     | Ruda Śląska | Warsaw Eagles    | Pomorze Seahawks       | 19:6  |

### Tabela końcowa
| Msc | Drużyna                | Z | P | PKT | PCT   | PZ  | PS  |
| 1.  | Warsaw Eagles          | 3 | 0 | 6   | 1,000 | 110 | 18  |
| 2.  | Pomorze Seahawks       | 2 | 1 | 4   | 0,666 | 83  | 47  |
| 3.  | The Crew Wrocław       | 1 | 2 | 2   | 0,333 | 48  | 51  |
| 4.  | Fireballs Wielkopolska | 0 | 3 | 0   | 0,000 | 12  | 137 |

Legenda: Z – zwycięstwa, P – porażki, PKT – zdobyte punkty, PCT – procent zwycięstw, PZ – punkty zdobyte, PS – punkty stracone

## Finał
| Data              | Miasto   | Stadion   | Godzina | Zwycięzca     | Pokonany         | Wynik | Widzów |
| 12 listopada 2006 | Warszawa | Marymontu | 12:30   | Warsaw Eagles | Pomorze Seahawks | 34:6  | 1300   |

The Crew Wrocław odmówili przyjazdu na mecz o 3. miejsce, który miał być rozegrany w Warszawie.

## Medaliści
1. Warsaw Eagles
2. Pomorze Seahawks
3. Fireballs Wielkopolska